# François Clemmons
François Scarborough Clemmons (Birmingham, 23 de abril de 1945) es un cantante, actor, dramaturgo y profesor universitario estadounidense. Más conocido por sus apariciones como Oficial Clemmons en la serie de televisión de la PBS Mister Rogers' Neighborhood, de 1968 a 1993.

## Trayectoria
Nació en Birmingham y se crio en Youngstown (Ohio). Cuando se descubrió que tenía una excelente voz para cantar, comenzó a actuar localmente en funciones de la iglesia. A los 10 años se convirtió en director del coro de su iglesia. Sus primeras canciones fueron los espirituales de la América anterior a la guerra de Secesión, transmitidos por su madre. Pronto se dedicó también a otros géneros, cantando con varios grupos de la comunidad. Durante un tiempo, fue el cantante principal de un grupo de rock 'n' roll llamado los Jokers.
Se licenció en música en el Oberlin College y obtuvo un máster en la Universidad Carnegie Mellon. También recibió el título honorífico de Doctor en Artes del Middlebury College.

### Metropolitan Opera
En 1968, ganó las audiciones de Metropolitan Opera en Pittsburgh (Pensilvania). Fue a Cleveland donde consiguió un puesto en el Metropolitan Opera Studio. Allí cantó profesionalmente durante siete temporadas, interpretando más de 70 papeles con compañías como la New York City Opera, Los Angeles Civic Light Opera y Washington Civic Opera.
Cantó con numerosas orquestas, como la Orquesta de Cleveland, la Orquesta Sinfónica de Pittsburgh y la Orquesta de Filadelfia. En 1976, ganó un premio Grammy por una grabación de Porgy and Bess e interpretó el papel de Sportin Life más de 100 veces.

### Mister Rogers' Neighborhood

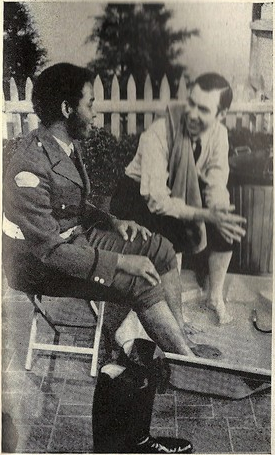
Mister Rogers y el Agente Clemmons tomando un baño de pies en 1969.

Durante 25 años, interpretó el papel del oficial Clemmons, un simpático policía de barrio, en el Neighborhood of Make-Believe del programa de televisión infantil Mister Rogers' Neighborhood. En el propio barrio, Clemmons dirigía un estudio de canto y baile situado en el edificio situado en diagonal frente a la casa de Mister Rogers. Fue uno de los primeros afroamericanos en tener un papel fijo en una serie de televisión para niños y su presentación como vecino querido de Mister Rogers y como figura de autoridad respetada ha sido descrita como un mensaje innovador en las relaciones raciales. Por ejemplo, en 1969, cuando las piscinas comunitarias con integración racial aún eran polémicas, el Sr. Rogers invitó al oficial Clemmons a refrescarse con él en una pequeña piscina de plástico para niños. El Sr. Rogers le prestó al agente Clemmons una toalla para que se secara los pies y luego utilizó la misma toalla para secarse los suyos, rompiendo una conocida barrera de color. Clemmons contó la historia de cómo se convirtió en el Oficial Clemmons en StoryCorps.

### El Harlem Spiritual Ensemble
A finales de los años 80, tuvo una experiencia cantando espirituales con un amigo que le dejó profundamente conmovido. La experiencia le alejó de la interpretación operística y le llevó a una de sus anteriores pasiones, los espirituales tradicionales:
Estaba disfrutando del canto de estos espirituales... Estaba dando arte de una manera..., estaba dando mi arte de una manera que no había sentido tan importante como cuando cantaba Mozart, o cuando cantaba Schubert, Donizetti o Bellini... Empecé a preguntarle a Fred Rogers por qué no había un conjunto profesional que cantara espirituales comparable a una Sociedad de Haydn o una Sociedad de Santa Cecilia o una Sociedad de Handel o Bach.
Al no poder encontrar una sociedad como la que imaginaba, Clemmons decidió crearla. El Harlem Spiritual Ensemble se dedicó a preservar el espiritual negro americano.

### Middlebury College
Desde 1997 hasta su jubilación en 2013, Clemmons fue el artista residente Alexander Twilight y director del Coro Espiritual Martin Luther King en el Middlebury College de Middlebury (Vermont). Desempeñó el papel de profesor, director de coro, solista vocal residente, consejero, confidente y animador de la comunidad. También es muy conocido en la comunidad de Middlebury por su magnífica interpretación del Star Spangled Banner, que canta en los partidos de baloncesto masculino del Middlebury College.
Mientras asistía al Oberlin College, Clemmons se dio cuenta de que era gay, pero estaba en el armario, temiendo la desaprobación de su familia religiosa y de la comunidad. En 1968, Fred Rogers le dijo que, aunque su sexualidad no le importaba personalmente, no podía salir del armario y seguir apareciendo en Mister Rogers' Barrio por el escándalo que se produciría. A finales de la década de 1960, Rogers y otras personas sugirieron que Clemmons se casara para hacer frente a su orientación sexual y así lo hizo. El matrimonio con su esposa Carol no funcionó y Clemmons se divorció en 1974 para poder vivir abiertamente como hombre gay. Rogers siguió apoyando personalmente a Clemmons, pero le exigió que evitara cualquier indicio de su homosexualidad -como el pendiente que empezó a llevar como señal- en el programa. Más tarde, Rogers revisó su consejo a Clemmons cuando un gran número de homosexuales salieron del armario públicamente tras los disturbios de Stonewall en 1969. Rogers incluso instó a Clemmons a entablar una relación gay estable y de larga duración y siempre acogió calurosamente a los amigos gays de Clemmons cada vez que visitaban el plató de televisión en Pittsburgh.
Clemmons vive y trabaja en Middlebury, Vermont, donde es el artista emérito residente del Middlebury College. Es miembro de Phi Mu Alpha Sinfonia, la fraternidad nacional de hombres en la música.

## Obra
El 15 de mayo de 2020, publicó su autobiografía, Officer Clemmons: A Memoir. Clemmons escribe todo tipo de géneros para diversos grupos de edad como el cuento infantil titulado ButterCup and the Majic Cane o el volumen de poesía titulado A Place Of My Own. Entre sus obras publicadas hay un volumen de espirituales llamado Songs for Today y un musical de teatro llamado My Name Is Hayes basado en la vida de Roland Hayes. También se encargó una obra coral compuesta por espirituales titulada Changed My Name, arreglada por Linda Twine.